# محمد جواد السوداني
محمد جواد بن كاظم بن طاهر السوداني (1908 - 1934) شاعر عراقي. ولد في مدينة العمارة حيث كان والده كاظم يقيم بها. بعد دراسته الأولية رحل إلى النجف مع أسرته، والتحق بالمدرسة الابتدائية الرسمية غير أنه تركها وانضم إلى حلقات درس في الجامع الهندي، فتلقى مبادئ علوم العربية والفقه والأصول. شارك في تأسيس الرابطة العلمية الأدبية في النجف. أصيب بالسل فمات شابًا وعمره 26 عامًا. له ديوان شعر سماه «النفثات»، نشرت سنة 2020.

## سيرته
هو محمد جواد بن كاظم بن طاهر بن حسن بن بندر آل سپاهي السوداني. ولد سنة 1326 / 1908 م في مدينة العمارة حيث كان والده يقيم فيها مرشدًا دينيًا. ثم انتقل إلى النجف لاستكمال دراسته، وأخذ العلم عن جماعة من علماء عصره في الجامع الهندي، بعد أن ترك المدرسة الرسمية التي دخلها والتحق بالحوزة.

توفي بسبب داء السل سنة 1353 هـ/ 1934 م.

## شعره
كان أديبًا بارزًا. شارك في دعم الرابطة الأدبية، وكان من أعضائها البارزين. نشر الكثير من شعره في الصحف والمجلات النجفية والعراقية، وله ديوان بعنوان «النفثات»، بقي عند والده. «جل شعره يجيء تعبيرًا عن حنينه إلى تلك الذكريات البعيدة التي تحمل كل معاني الحب والطلاقة. داع إلى التجديد الشعري، وله شعر في الشكوى، ونبذ ما يرفضه الدين والعرف من العادات. يتميز بنفس شعري طويل، ولغة منقادة، وخيال طليق.»  نشر علي سمسيم دراسته وتحقيقه عن ديوان محمد كاظم السوداني بعنوا سنة 2020.  له قصيدة بعنوان «شكوى العادات»:

## وصلات خارجية
- في بوابة الشعراء
- في الأرشيف المجلات